# Malån
Malån er en flod i den sydlige del af landskapet Lappland og i en del af landskapet Västerbotten, i det svenske län Västerbottens län.
Malån har sin kilder ved Gränsgård i Sorsele kommun, hvorfra den løber mod sydøst. 
Den løber gennem søen  Malåträsket, hvor byen Malå ligger.
Senere drejer den mod øst, og løber ud i Skellefte älv ved Rengårdsdammen i Norsjö kommun.
Malån er cirka 120 km lang, og den har et afvandingsareal på 1.917 km².
De vigtigste tilløb til Malån er  Bockträskbäcken, Skäppträskån, Örträskbäcken, Fårbäcken, Verbobäcken og Norsjöån.

## Eksterne kilder og henvisninger
1. ↑  Sjöareal och sjöhöjd smhi.se